# Steve Tracy
Steve R. Tracy, eigentlich Steve Crumrine (* 3. Oktober 1952 in Canton, Ohio; † 27. November 1986 in Tampa, Florida) war ein US-amerikanischer Schauspieler.

## Leben
Steve Tracy besuchte das Los Angeles City College, darauf die Kent State University und nahm Unterricht bei Harvey Lembeck. Ende der 1970er Jahre hatte er einen Gastauftritt in der Fernsehserie Quincy und spielte in Russ Meyers Im tiefen Tal der Superhexen. Zwischen 1980 und 1981 spielte er mit Percival Dalton in der Serie Unsere kleine Farm seine bekannteste Rolle, es folgten einige kleine Rollen in Spielfilmen. Tracy verkündete öffentlich, an AIDS zu leiden und starb 1986 an den Folgen seiner Krankheit.
Auf eigenen Wunsch wurde seine Asche unter dem Hollywood Sign verstreut.

## Filmografie
- 1977: Heavy Equipment
- 1979: Quincy (Quincy M.E., 2 Folgen)
- 1979: Im tiefen Tal der Superhexen (Beneath the Valley of the Ultra-Vixens)
- 1980–1981: Unsere kleine Farm (Little House on the Prairie, 11 Folgen)
- 1981: Desperate Moves
- 1982: Ich glaub’ mein Straps funkt SOS (Class Reunion)
- 1982: Die Jeffersons (The Jeffersons, 1 Folge)
- 1984: Party Games for Adults Only
- 1986: Say Yes
- 1987: Tales from the Darkside